# Lauf um Dein Leben, Charlie Brown!
Lauf um Dein Leben, Charlie Brown! (Originaltitel Race for Your Life, Charlie Brown) ist ein US-amerikanischer Zeichentrickfilm aus dem Jahr 1977. Er ist der dritte auf den Peanuts-Comics basierende Spielfilm nach Charlie Brown und seine Freunde und Snoopy. Er handelt vom Aufenthalt der Titelfigur in einem Feriencamp, in dem er während eines Rafting-Rennens neben alten Problemen mit mehreren Hindernissen, unter anderem drei Saboteuren, konfrontiert wird.
Der Film ist der erste Peanuts-Spielfilm, der zum Großteil nicht auf einer direkten Comicstrip-Vorlage des Autors Charles M. Schulz basiert. Zudem war dies die erste Peanuts-Produktion nach dem Tod des Stammkomponisten Vince Guaraldi.
Lauf um dein Leben, Charlie Brown! kam in den USA am 24. August 1977 in die Kinos. In der Bundesrepublik Deutschland erfolgte die Kinoveröffentlichung am 22. Dezember desselben Jahres.

## Handlung
Charlie Brown und seine Freunde machen sich per Bus auf den Weg zum Ferienlager Camp Remote in den Bergen. Charlie bleibt nach einem Aufenthalt an einer abgelegenen Raststätte versehentlich zurück, weswegen er sich von Snoopy auf dessen Motorrad, das dem Modell Captain America aus dem Film Easy Rider ähnelt, zum Camp fahren lässt. Er protestiert dabei lautstark gegen Snoopys Fahrstil, was diesen wenig beeindruckt.
Im Camp müssen sich die Kinder schnell an den streng reglementierten Tagesablauf gewöhnen. Sie haben vor allem Schwierigkeiten mit der im Camp angewandten, in den USA unüblichen 24-Stunden-Zählung, deren Uhrzeiten als vierstellige Zahl gesprochen werden (etwa „Aufstehen um null fünfhundert“). Währenddessen lassen es sich Snoopy und Woodstock in ihrem eigenen kleinen Zelt mit Eiscreme und einem Minifernseher gutgehen. Neben dem für sie ungewohnten Campalltag machen den Freunden vor allem drei gemeine fremde Jungen und deren Katze Brutus (eigentlich ein Luchs) zu schaffen, die behaupten, bislang jedes Rafting-Rennen gewonnen zu haben. Es stellt sich schon vorher bei Wettkämpfen heraus, dass sie schummeln: Beim Tauziehen stützen sie sich an Bäumen ab, beim Sackhüpfen sind ihre Säcke unten offen. Ihr Raft verfügt über einen Außenbordmotor sowie Navigations-, Radar- und Sonartechnik. Als einziger der Peanuts ist Linus den Fieslingen gewachsen, indem er seine Schmusedecke schmerzhaft auf sie schnalzen lässt, so dass sie davonrennen.
Für das mehrtägige Rafting-Rennen werden die Peanuts nach Geschlechtern aufgeteilt, Snoopy und Woodstock bilden eine eigene Gruppe. Charlie, der Anführer der Jungs, versucht trotz seines mangelnden Selbstbewusstseins, alle Schwierigkeiten zu überwinden und seine Entscheidungen in die Tat umzusetzen. Peppermint Patty leitet die Mädchengruppe vorgeblich nach demokratischen Prinzipien, indem sie auch banalste Fragen per geheimer Stimmabgabe entscheiden lässt, verhält sich tatsächlich aber herrisch und rechthaberisch, indem sie sich über das Abstimmungsergebnis hinwegsetzt oder bei Stimmgleichheit mit ihrer „Zweitstimme“ entscheidet. Snoopy und Woodstock hissen ein Segel auf ihrem Schwimmreifen, mit dem sie den anderen zunächst davonfahren.
Als die drei Fieslinge in Führung liegen, übersehen sie einen Steg, unter dem sie lange festsitzen. Die anderen Gruppen haben dafür mit anderen Problemen wie Gewittern und Schneestürmen zu kämpfen, zudem verlieren sie ihren Vorsprung wieder, als die Fieslinge ihre Boote sabotieren und Wegweiser am Fluss verdrehen. In der Zwischenzeit verlieren sich Snoopy und Woodstock nach einem Sturm aus den Augen, weswegen Snoopy eine Suchaktion startet. Die beiden finden schließlich wieder zueinander und treffen kurz darauf in einer Waldhütte auf die anderen Peanuts, die auch schon nach Snoopy gesucht haben.
Charlie gewinnt immer mehr an Souveränität. Als die drei Fieslinge das Floß der Mädchen zerstört haben, bietet er ihnen an, ein gemeinsames Team zu bilden (was sie nach demokratischer Abstimmung annehmen). Obwohl seine Freunde zunächst seine Führungsfähigkeit in Frage stellen, kann er sich beweisen, indem er beispielsweise durch eine mutige Aktion das auf einem blockierten Wasserrad festsitzende Floß befreit. Dank Charlie sind er und die anderen wieder im Rennen, allerdings bringt Peppermint Patty die Mädchen dazu, ihren bevorstehenden Sieg überschwänglich zu feiern. Dadurch gehen die Jungs über Bord, was die Mädchen ihnen bei ihrem Rettungsversuch gleichtun.
Die drei Fieslinge wähnen sich schon als Sieger, allerdings wurde das Floß durch ihre schlechte Teamarbeit während des Rennens so stark beschädigt, dass es kurz vor dem Ziel sinkt, während Snoopy und Woodstock an ihnen vorbeziehen, deren Fluss Brutus mit seinen Krallen zerstört. Daraufhin baut Woodstock für sich ein Gefährt aus Zweigen und einem Blatt-Segel. Als Brutus auch ihn angreifen will, wird er von Snoopy mit einem Schlag außer Gefecht gesetzt, und Woodstock gewinnt das Rennen.
Nach dem Rennen drohen die Jungs Charlies Gruppe an, sich nächstes Jahr zu rächen. Als Brutus Woodstock fangen will, wird er erneut von Snoopy niedergeschlagen und flüchtet in den Wald, so dass die Fieslinge kein Druckmittel mehr haben. Am Ende des Films erklärt Charlie an der Tür des wartenden Busses in einem Monolog, in Zukunft selbstbewusster sein und an sich selbst glauben zu wollen. Dabei fährt der Bus ohne ihn ab, so dass Charlie gezwungen ist, wieder bei Snoopy mitzufahren.

## Besetzung
Die Synchronisation des Films wurde bei der Berliner Synchron nach einem Dialogbuch und unter der Dialogregie von Ursula Herwig erstellt.
| Rolle            | Originalsprecher | Deutscher Sprecher |
| ---------------- | ---------------- | ------------------ |
| Charlie Brown    | Duncan Watson    | Oliver Rohrbeck    |
| Snoopy           | Bill Meléndez    | Bill Meléndez      |
| Woodstock        | Bill Meléndez    | Bill Meléndez      |
| Sally Brown      | Gail Davis       | Madeleine Stolze   |
| Lucy van Pelt    | Melanie Kohn     | Patricia Beckhaus  |
| Linus van Pelt   | Liam Martin      | Andreas Fröhlich   |
| Peppermint Patty | Stuart Brotman   | Melanie Pukaß      |
| Marcie           | Jimmy Ahrens     | Susanne Epp        |
| Schroeder        | Greg Felton      | Torsten Sense      |
| Camp-Ansager     | Greg Felton      | ?                  |
| Franklin         | Tom Muller       | Peter Altmann      |
| Fiesling Nr. 1   | Tom Muller       | ?                  |
| Fiesling Nr. 2   | Kirk Jue         | Stefan Krause      |
| Fiesling Nr. 3   | Jordan Warren    | Christoph Hein     |
| Radiomoderator   | Fred Van Amburg  | Joachim Kunzendorf |

## Produktion
Charles M. Schulz entschied sich, für die Grundhandlung von Lauf um Dein Leben, Charlie Brown! nicht wie bei den vorangegangenen Spielfilmen auf einen oder mehrere bestimmte Peanuts-Comicstrips zurückzugreifen, sondern eine neue Geschichte rund um die Stammfiguren zu schreiben. Die Idee dafür kam ihm bei einem Familienausflug, während dem Schulz und seine Ehefrau im Rogue River Rafting ausprobierten. Schulz beschloss, ein Rennen dieser Sportart in seinem Film in den Mittelpunkt zu stellen, allerdings basieren einige Szenen im Feriencamp auf den Comics, beispielsweise Snoopys und Peppermint Pattys Hüpfer auf einem Wasserbett.
Für den Film sollte eigentlich Vince Guaraldi engagiert werden. Dieser komponierte bis auf Snoopy, der eine kommerziellere Ausrichtung hatte, die Musik aller bis dahin veröffentlichten Peanuts-Produktionen. Da Guaraldi kurz vor Produktionsbeginn im Alter von 47 Jahren unerwartet einem Herzinfarkt erlag, wurden stattdessen Ed Bogas und Judy Munsen verpflichtet, die sich auch als Komponisten nachfolgender Peanuts-Produktionen etablieren konnten.

## Veröffentlichung
Lauf um Dein Leben, Charlie Brown! kam am 24. August 1977 in die US-amerikanischen Kinos. Anlässlich der Veröffentlichung entschied die Leitung des Freizeitparks Kings Island in Ohio noch im selben Jahr, die Wildwasserbahn Kings Mills Log Flume in den Titel des Films umzubenennen.
Der Film wurde in den Vereinigten Staaten einige Jahre nach der Premiere von Paramount im VHS-Format veröffentlicht, daneben auf Laserdisc sowie zusammen mit Peanuts-Fernsehproduktionen und den vorangegangenen zwei Spielfilmen unter dem Titel A Charlie Brown Festival auf der Bildplatten-Marke SelectaVision von RCA. 2015 erschien die Produktion erstmals auf DVD.
In der Bundesrepublik Deutschland wurde Lauf um dein Leben, Charlie Brown am 22. Dezember 1977 in den Kinos veröffentlicht. In den 1990ern lagen die deutschen Fernsehrechte bei Sat.1, am 1. Juni 2000 zeigte ihn ProSieben, von bis 2002 bis 2005 wurde er sporadisch auf Junior wiederholt. 2018 folgten zwei Ausstrahlungen auf dem deutschen Ableger von Nickelodeon, seit 2019 werden in unregelmäßigen Abständen Wiederholungen auf Kabel eins classics gezeigt.

## Rezeption
In der Internet Movie Database erreichte der Film eine Bewertung von 7,3 von zehn Sternen basierend auf 3.389 abgegebenen Stimmen. Auf Rotten Tomatoes beträgt der Zuschauerwert 80 Prozent basierend auf 139 Bewertungen. Auf Metacritic ergibt sich bei jeweils vier Werten bei den Kritikern eine Wertung von 55 von 100 sowie eine Zuschauerbewertung von 6,8 von zehn.
James Berardinelli schrieb auf seiner Webseite, dass die Peanuts nicht genug Material für 75 Minuten hergäben. Zudem bleibe das heutige Publikum von der ungeschliffenen Animation wahrscheinlich unbeeindruckt, auch fehle der durchaus ansprechenden Musik der typische Peanuts-Klang des verstorbenen Vince Guaraldi, des Weiteren seien die Sprecher nicht weiter beachtenswert, was aber für Verfilmungen der Reihe nicht ungewöhnlich sei. Letztendlich sei der Film für ältere Generation zwar nostalgisch, für jüngere Zuschauende jedoch zu konventionell und altmodisch. Für Janet Maslin in der The New York Times sei die Handlung nicht wirklich durchgehend, sondern bestehe aus drolligen, rapide aufeinanderfolgenden Sketchen. Durch die bewusst spärliche Animation wirke der Film wie ein besonders langer Peanuts-Strip, was je nach Intensität der Vorliebe für die Comics entweder eine entzückende oder angenehme, aber leicht anstrengende Erfahrung darstelle. Laut Greg Ehrbar von IndieWire sei die Handlung wie in anderen Peanuts-Filmen zwar nicht straff, allerdings gehe es sowieso darum, die Figuren bei ihren Abenteuern zu begleiten. Die Animation nutze die Szenerie voll aus, wodurch die Eigenwilligkeit der Handlung zur Geltung komme, während Ed Bogas nicht Guaraldi kopiere, sondern einen eigenen Stil finde. Gary Arnold beschrieb Lauf um dein Leben, Charlie Brown! in der The Washington Post als stumpfsinnigsten und schlechtesten Peanuts-Spielfilm. Das größte Manko stelle das Fehlen einer brauchbaren Kontinuität dar, die Handlung sei nicht mal im Entferntesten spannend oder lustig. Die vorhandenen Episoden seien zu kurz und unterentwickelt. Die monotone Animation verstärke den Eindruck, dass der Film von einem Schulz-Nachahmer stamme. Die Cinema beschrieb den Film mit den „lustigen Eierköpfen“ als klasse, während er für den Filmdienst eine psychologisch differenzierte Darstellung menschlicher Verhaltensweisen sowie eine unterhaltsame Mischung aus Realitätsbezug, Stilisierung und skurriler Fantasie sei.